# Degree Confluence Project
Degree Confluence Project (DCP) – międzynarodowy projekt internetowy, mający na celu odwiedzenie i udokumentowanie wszystkich miejsc na Ziemi, których współrzędne geograficzne (długość i szerokość geograficzna w układzie współrzędnych WGS-84) są liczbami całkowitymi (np. 52˚N 19˚E). W celu zlokalizowania punktów przecięcia uczestnicy projektu korzystają z odbiorników GPS. Projekt pomyślany jest jako „zorganizowane próbkowanie świata”, ukazujące jego różnorodność wynikającą ze ściśle określonego porządku (siatki geograficznej).
Projekt zapoczątkował Alex Jarrett, który wraz z Peterem Cline odwiedził pierwsze przecięcie (43°N 72°W) 20 lutego 1996 r. Rozwój projektu nastąpił dzięki upowszechnieniu się cywilnych odbiorników GPS oraz wyłączeniu sygnału zakłócającego (SA) 1 maja 2000 r., co zwiększyło dokładność w zastosowaniach cywilnych z kilkudziesięciu do kilku metrów.

## Cel projektu
Zgodnie z zasadami projektu, aby wizyta na przecięciu była uznana za kompletną, należy znaleźć się na powierzchni ziemi lub wody w odległości nie większej niż 100 m od punktu przecięcia (uwzględniając błąd pomiaru), wykonać zdjęcia otoczenia (w cztery strony świata) i opublikować je na stronie internetowej projektu wraz z relacją ze sposobu dotarcia do punktu przecięcia. Jeśli nie zostaną spełnione te wymagania, wizyta jest uznawana za niekompletną. Nad spełnieniem wymogów formalnych czuwają lokalni koordynatorzy projektu, którzy zatwierdzają nadesłane przez uczestników projektu zgłoszenia. Wizyta widoczna jest na stronie internetowej dopiero po jej zatwierdzeniu. Polskim koordynatorem projektu jest Grzegorz Chyła.
Punkty przecięć mogą być odwiedzane wielokrotnie i często dzieje się tak w Europie i Ameryce Północnej – niektóre punkty odwiedzane były już kilkanaście razy. Dokumentacja fotograficzna kolejnych wizyt nierzadko pokazuje zmiany, jakie zachodzą w krajobrazie – np. w odległości ok. 150 m od przecięcia 52˚N 19˚E (okolice Wartkowic, Polska) wybudowana została autostrada A2 (odcinek Konin – Łódź). Równie interesujące są zdjęcia z wizyt w różnych porach roku. Założeniem projektu jest udokumentowanie krajobrazu bez wprowadzania do niego jakichkolwiek zmian, wobec czego stanowczo odradza się pozostawianie w miejscach przecięcia jakichkolwiek tabliczek, słupków czy innych trwałych oznaczeń (choć często lokalne władze upamiętniają punkt przecięcia pamiątkową tablicą lub kamieniem).

## Rodzaje i liczba przecięć
Wszystkie punkty przecięć na świecie zostały podzielone na dwie kategorie: przecięć pierwszorzędnych i drugorzędnych. Przecięcie uznawane jest za pierwszorzędne gdy znajduje się na lądzie bądź ląd jest z niego widoczny oraz (w uproszczeniu) odległość do sąsiedniego południka jest nie mniejsza niż 2/3 odległości pomiędzy południkami na równiku. To drugie zastrzeżenie ma zastosowanie powyżej 48° szerokości geograficznej i wynika z faktu, że im wyższy jest stopień szerokości geograficznej tym odległości pomiędzy sąsiednimi południkami stają się mniejsze (dążąc do zera na biegunach). Na 89° stopniu szerokości geograficznej jedynie co 10 przecięcie uznawane jest za pierwszorzędne. Łącznie na Ziemi znajdują się 64 442 przecięcia, z których 21 543 jest na lądzie, 38 409 na wodzie i 4 490 na arktycznej czapie polarnej. Przecięć pierwszorzędnych jest odpowiednio: 14 029 na lądzie, 2004 na wodzie i 151 na czapie polarnej. Maksymalna odległość dowolnego punktu na Ziemi od najbliższego przecięcia wynosi ok. 79 km.

## Przecięcia w Polsce
Na terytorium Polski znajduje się 40 punktów przecięcia, do polskich przecięć zalicza się również punkt 55˚N 18˚E położony na Morzu Bałtyckim, w odległości ok. 18 km od brzegu. Zdobywanie polskich przecięć rozpoczął Grzegorz Chyła, który 12 lutego 2000 r. odwiedził przecięcie 51˚N 17˚E. Dziewicze wizyty zostały zakończone 7 lipca 2001 r. w samo południe spotkaniem kilkunastu uczestników projektu na ostatnim wówczas niezdobytym polskim przecięciu 52˚N 18˚E.

## Przykładowe punkty przecięcia
- 52˚N 15˚E – przecięcie położone na 15 stopniu długości geograficznej wschodniej – w oparciu o czas słoneczny tego południka zdefiniowany jest czas środkowoeuropejski. Punkt przecięcia znajduje się w stawie rybnym.
- 52˚N 19˚E – „środkowe” przecięcie Polski, położone w odległości ok. 35 km na zachód od geometrycznego środka Polski w miejscowości Piątek.
- 50˚N 19˚E – przecięcie znajduje się w stodole jednego z gospodarstw we wsi Jankowice k. Pszczyny.